# Jammalamadugu
Jammalamadugu es una ciudad y  nagar Panchayat situada en el distrito YSR en el estado de Andhra Pradesh (India). Su población es de 46069 habitantes (2011). Se encuentra a orillas del río Penna, a 70 km de Kadapa y a 319 km de Hyderabad.

## Demografía
Según el censo de 2011 la población de Jammalamadugu era de 46069 habitantes, de los cuales 22636 eran hombres y 34333 eran mujeres. Jammalamadugu tiene una tasa media de alfabetización del 74,69%, superior a la media estatal del 67,02%: la alfabetización masculina es del 84,29%, y la alfabetización femenina del 65,55%.